# Israel Open
El Torneig de Tel-Aviv, conegut oficialment com a Tel Aviv Open, és un torneig de tennis professional que es disputà anualment sobre pista dura a l'Israel Tennis Center de Tel-Aviv, Israel.
El torneig es va crear l'any 1978 i es disputà fins a l'any 1996 amb excepció de l'edició de 1982. Les dues següents edicions es van disputar dins el circuit Challenger però llavors es va cancel·lar definitivament. Estava prevista la seva recuperació pel circuit ATP l'any 2014 en substitució del torneig de Sant Petersburg, però a causa del conflicte bèl·lic produït a Israel, l'organització del torneig va cancel·lar la seva celebració, ja que no se'n podia garantir la seguretat.

## Palmarès

### Individual masculí
| Any         | Campió               | Finalista            | Resultat      |
| ----------- | -------------------- | -------------------- | ------------- |
| 2022        | Novak Đoković        | Marin Čilić          | 6−3, 6−4      |
| 2021 − 1997 | No celebrat          | No celebrat          | No celebrat   |
| 1996        | Javier Sánchez       | Marcos Ondruska      | 6−4, 7−5      |
| 1995        | Ján Krošlák          | Javier Sánchez       | 6−3, 6−4      |
| 1994        | Wayne Ferreira       | Amos Mansdorf        | 7−6, 6−3      |
| 1993        | Stefano Pescosolido  | Amos Mansdorf        | 7−6, 7−5      |
| 1992        | Jeff Tarango         | Stephane Simian      | 4−6, 6−3, 6−4 |
| 1991        | Leonardo Lavalle     | Christo van Rensburg | 6−2, 3−6, 6−3 |
| 1990        | Andrei Chesnokov     | Amos Mansdorf        | 6−4, 6−3      |
| 1989        | Jimmy Connors        | Gilad Bloom          | 2−6, 6−2, 6−1 |
| 1988        | Brad Gilbert (3)     | Aaron Krickstein     | 4−6, 7−6, 6−2 |
| 1987        | Amos Mansdorf        | Brad Gilbert         | 3−6, 6−3, 6−4 |
| 1986        | Brad Gilbert         | Aaron Krickstein     | 7−5, 6−2      |
| 1985        | Brad Gilbert         | Amos Mansdorf        | 6−3, 6−2      |
| 1984        | Aaron Krickstein (2) | Shahar Perkiss       | 6−4, 6−1      |
| 1983        | Aaron Krickstein     | Christoph Zipf       | 7−6, 6−3      |
| 1982        | No celebrat          | No celebrat          | No celebrat   |
| 1981        | Mel Purcell          | Per Hjertquist       | 6−1, 6−1      |
| 1980        | Harold Solomon       | Shlomo Glickstein    | 6−2, 6−3      |
| 1979        | Tom Okker (2)        | Per Hjertquist       | 6−4, 6−3      |
| 1978        | Tom Okker            | Peter Feigl          | 6−7, 6−4, 6−2 |

### Dobles masculins
| Any         | Campions                                     | Finalistes                          | Resultat      |
| ----------- | -------------------------------------------- | ----------------------------------- | ------------- |
| 2022        | Rohan Bopanna Matwé Middelkoop               | Santiago González Andrés Molteni    | 6−2, 6−4      |
| 2021 − 1997 | No celebrat                                  | No celebrat                         | No celebrat   |
| 1996        | Sergio Casal Martínez Emilio Sánchez Vicario | Mike Bauer Eyal Erlich              | 6−3, 6−2      |
| 1995        | Lan Bale John-Laffnie de Jager               | Jan Apell David Wheaton             | 6−4, 7−5      |
| 1994        | Jim Grabb Jared Palmer                       | Kent Kinnear Jonas Björkman         | 6−7, 6−2, 7−6 |
| 1993        | Marcos Ondruska Grant Stafford               | Noam Behr David Rikl                | 6−4, 6−4      |
| 1992        | Jeremy Bates Patrick Baur                    | Rikard Bergh Tobias Svantesson      | 6−1, 4−6, 6−1 |
| 1991        | Nduka Odizor Christo van Rensburg            | Ronnie Båthman Leonardo Lavalle     | 6−3, 6−4      |
| 1990        | David Rikl Michiel Schapers                  | Javier Frana Rikard Bergh           | 6−2, 6−7, 6−3 |
| 1989        | Mike Bauer João Cunha Silva                  | Mark Koevermans Per Henricsson      | 6−3, 6−4      |
| 1988        | Roger Smith Paul Wekesa                      | Patrick Baur Alexander Mronz        | 6−3, 6−3      |
| 1987        | Gilad Bloom Shahar Perkiss                   | Wolfgang Popp Huub van Boeckel      | 6−2, 6−4      |
| 1986        | John Letts Peter Lundgren                    | Christo Steyn Danie Visser          | 6−3, 3−6, 6−3 |
| 1985        | Brad Gilbert Ilie Năstase                    | Michael Robertson Florin Segărceanu | 6−3, 6−2      |
| 1984        | Peter Doohan Brian Levine                    | Colin Dowdeswell Jakob Hlasek       | 6−3, 6−4      |
| 1983        | Colin Dowdeswell Zoltán Kuhárszky            | Peter Elter Peter Feigl             | 6−3, 7−5      |
| 1982        | No celebrat                                  | No celebrat                         | No celebrat   |
| 1981        | Steve Meister Van Winitsky                   | John Feaver Steve Krulevitz         | 3−6, 6−3, 6−3 |
| 1980        | Per Hjertquist Steve Krulevitz               | Eric Fromm Cary Leeds               | 7−6, 6−3      |
| 1979        | Ilie Năstase Tom Okker                       | Mike Cahill Colin Dibley            | 7−5, 6−4      |